# Hylaeus montanus
Hylaeus montanus är en biart som först beskrevs av Nurse 1903.  Hylaeus montanus ingår i släktet citronbin, och familjen korttungebin. Inga underarter finns listade i Catalogue of Life.